# (6382) 1988 EL
1988 إي أل (ويعرف أيضًا باسم (6382) 1988 إي أل وفق تسمية الكوكب الصغير) (بالإنجليزية: 1988 EL)‏ هو كويكب ضمن حزام الكويكبات؛ وترتيبه 6382 من حيث الاكتشاف.
اكتُشف هذا الجُرم الفلكي بواسطة Jeff T. Alu ‏ في 14 مارس 1988.

## وصلات خارجية
- (6382) 1988 EL في قاعدة بيانات مختبر الدفع النفاث لأجرام النظام الشمسي الصغيرة

- الاكتشاف · مخطط المدار ·  العناصر المدارية · المعلمات المادية

- (6382) 1988 EL على موقع ويكي سكاي: DSS2, SDSS, GALEX, IRAS, Hydrogen α, X-Ray, Astrophoto, Sky Map, Articles and images